# (Everything I Do) I Do It for You (Brandy-dal)
Az (Everything I Do) I Do It for You Brandy amerikai énekesnő hetedik, utolsó kislemeze második, Never Say Never című stúdióalbumáról. Bryan Adams azonos című slágerének feldolgozása R&B stílusban, Dean Parks játszik rajta akusztikus gitáron. A kislemez csak Új-Zélandon jelent meg, 1999-ben, dupla A oldalas kislemezen a U Don’t Know Me (Like U Used To) című dallal; a slágerlistán a 28. helyet érte el.

## Számlista
CD kislemez
1. (Everything I Do) I Do It for You – 4:10
2. U Don’t Know Me (Like U Used To) (Album Version)  – 4:29
3. Have You Ever? (Soul Shank Remix) – 5:40